# Idiops damarensis
Espèce
Idiops damarensis est une espèce d'araignées mygalomorphes de la famille des Idiopidae.

## Distribution
Cette espèce est endémique de Namibie.

## Description
Le mâle mesure 13 mm et la femelle 26,5 mm.

## Étymologie
Son nom d'espèce, composé de damar[aland] et du suffixe latin -ensis, « qui vit dans, qui habite », lui a été donné en référence au lieu de sa découverte, le Damaraland.

## Publication originale
- Hewitt, 1934 : On several solifuges, scorpions, and trap-door spiders from South-West Africa. Annals of the Transvaal Museum, vol. 15, p. 401-412 (texte intégral).